# Bruno Fritzsche
Bruno Fritzsche (* 10. Dezember 1986 in Hannover) ist deutscher Filmproduzent und Regisseur.

## Leben
Fritzsche wuchs in Gehrden auf und besuchte zunächst die KGS Wennigsen und später das Matthias-Claudius-Gymnasium Gehrden sowie die Tellkampfschule in Hannover. Während seines Studiums produzierte Fritzsche 2010 den abendfüllenden Dokumentarfilm Beautiful Struggle – Hiphop in Deutschland über die Veränderung von Hip-Hop in Deutschland. Der Film hatte auf dem Dokumentarfilmfest München Premiere. A Global Joy (2015) behandelt die Straßenmusik-Szene in Europa in Form eines Roadtrips des Regisseurs durch mehrere Länder.
2014 war er Gründer der Film- und Medienproduktion Hawkins & Cross.
Fritzsche war 2015 Mitbegründer des gemeinnützigen Filmfestes Eichstätt. Das mehrtägige Programm ist für die Besucher kostenlos.
2016 produzierte er für den Pay-TV-Sender Sky die dokumentarische Serie Art in the City über die Street-Art-Szene in verschiedenen europäischen Städten.
Von 2019 bis 2021 betrieb er gemeinsam mit Konrad Simon den Podcast Club der Pioniere. In jeder Folge war eine relevante Person aus dem Bereich Medien, Marketing oder Innovation zu Gast.

## Filmografie
- 2011: Beautiful Struggle – Hiphop in Deutschland (Regie, Drehbuch und Produktion)
- 2014: A Global Joy – Buskers in Europe (Regie, Drehbuch und Produktion)
- 2015: BASSart – Der dickste Bass der Stadt (Regie, Drehbuch, Schnitt und Produktion)
- 2016: Art in the City (Staffel 1) (Regie, Drehbuch und Produktion)
- 2017: Art in the City (Staffel 2) (Regie, Drehbuch und Produktion)
- 2017: Dead Sea – Kunst für die Meere (Regie, Drehbuch und Produktion)
- 2017: Michael Schenker Fest – The Movie (Regie, Schnitt und Produktion)
- 2018: Backstage Rooms (Regie, Schnitt und Produktion)
- 2019: Power to the People. Dokumentation über die US-amerikanische Punkband Anti-Flag (Regie, Schnitt)